# Euphorbia kischenensis
Euphorbia kischenensis är en törelväxtart som beskrevs av Friedrich Vierhapper. Euphorbia kischenensis ingår i släktet törlar, och familjen törelväxter. IUCN kategoriserar arten globalt som livskraftig.
Artens utbredningsområde är Socotra. Inga underarter finns listade i Catalogue of Life.